# فلورنس (میسیسیپی)
فلورنس (به انگلیسی: Florence) شهرکی در ایالت میسیسیپی کشور ایالات متحده آمریکا است که جمعیت آن در سرشماری سال ۲۰۱۰ میلادی، ۴٬۱۴۱
نفر بوده‌است.